# Липа вековая
«Ли́па векова́я» — популярная русская песня литературного происхождения неизвестного автора, близкая к жанру «жестокого романса». Относится к так называемому «классическому репертуару» народной песни, принятому «высоким искусством», в который вошли и другие русские романсы, ушедшие «в народ».

## Происхождение
Источники разных лет говорят о песне как о народной.
Близкое к жанру «жестокого романса», произведение пользовалось немалой популярностью в дореволюционной и в Советской России.
В 1917 году версия песни была записана А. М. Новиковой на территории Тульской губернии.

## Исполнители
Песня занимала особое место в репертуаре Фёдора Шаляпина, Надежды Плевицкой, Лидии Руслановой.
Как отмечается в работе Е. и В. Уколовых, «из репертуара именно ресторанных и садовых коллективов Шаляпин нередко заимствовал популярные песни. Так в шаляпинский репертуар вошли „Липа вековая“, „Из-за острова на стрежень“ и многие другие»:201.
В исполнении Надежды Плевицкой песня звучала во многих русских городах, с ней она выступала перед солдатами в госпиталях и на фронте во время Первой мировой войны:38.
О. А. Кузнецова манеру исполнения Руслановой описывает следующим образом:

Русланова любила петь в полный голос со всеми оттенками и переливами […], но при этом предпочитала контрасты: от песен печальных, протяжных, в исполнении которых Русланова поднималась и до трагедийных высот, могла […] почти захлебнуться в безысходной, безответной любовной тоске («Липа вековая») и тут же разразиться серией озорных, плясовых частушек […]— 
В. И. Вардугин, рассуждая о судьбе русской песни в современном мире, задаётся вопросом:

Кто знает: не будь у нас Руслановой, не оказались ли бы на тех [музейных] витринах, такие шедевры, как «Окрасился месяц багрянцем», «Липа вековая» […] и десятки других, ныне подхваченных не только профессионалами, но и народом […]— :129
Песня вошла в репертуар и других известных исполнителей, среди которых Иван Козловский, Надежда Обухова, Сергей Лемешев, Людмила Зыкина.

### Первая звукозапись
По данным П. Н. Грюнберга и В. Л. Янина, в России до 1900 года включительно действовала лишь одна компания звукозаписи, выпускавшая пластинки на коммерческой основе сколько-нибудь значительными партиями, — «Gramophone Company». В подробнейшем каталоге компании за 1899—1915 годы песня впервые упоминается под номером 22056 (за 1900 год) под названием «Липа вековая»; указана и фамилия исполнителя — Шер.

## В творчестве советских и российских композиторов
Фантазия на тему русской народной песни «Липа вековая» принесла её создателю — Павлу Куликову — всеобщее признание.
Обработкой произведения занимались и другие советские композиторы (например, Владимир Захаров, Григорий Верёвка).
Гитарные вариации на тему «Липа вековая» принадлежат Сергею Рудневу.
Фантазия для балалайки и фортепиано Александра Данилова.

## Отзывы и критика
В книге Анатолия Новикова «Всегда в пути» (1982) приводится следующая оценка популярности произведения и отношения к нему профессиональных исполнителей:

Иные музыканты презрительно отворачивались от новых городских песен, таких, как «Липа вековая», «Хуторок» и другие, считая их «псевдорусскими». А жизнь доказала правомерность появления этих новых песен.— 